# Język godoberyjski
Język godoberyjski (ros. годоберинский язык) – jeden z niewielkich języków kaukaskich, używany przez Godoberów. Należy do języków andyjskich w zespole awaro-didojskim, tworzącym podgrupę wśród języków dagestańskich w grupie północno-wschodniej (nachsko-dagestańskiej) języków kaukaskich. Jest blisko spokrewniony z językiem botlichyjskim.
Językiem godoberyjskim posługuje się ludność w południowodagestańskich osiedlach Godoberi (od którego wywodzi się nazwa języka) oraz Zibirchali. Występują dwa dialekty, przy czym różnice dotyczą przede wszystkim cech wymowy. 
Według danych z 2010 r. posługuje się nim 130 osób. W 2007 r. oszacowano natomiast, że ma 2500–4000 użytkowników.  Dane mówiące o liczbie użytkowników tego języka są bardzo rozbieżne i niepewne, według statystyk w 1926 r. języka tego używało ok. 2 tys. osób. W późniejszym czasie Godoberowie uznawani byli za odłam Awarów i tak też zapisywani podczas kolejnych spisów powszechnych. Szacunki z roku 1996 mówiły o 2,5–3 tys. użytkowników języka, natomiast według spisu powszechnego, przeprowadzonego na terenie Federacji Rosyjskiej w 2000 r. liczba osób posługujących się tym językiem wynosiła 39, z tego zaledwie 2 na terenie Dagestanu. Wyniki tego spisu są kwestionowane, przypuszcza się, iż Godoberowie stali się ofiarami manipulacji władz Dagestanu i że prawdziwe dane zostały z jakichś powodów sfałszowane. Porównanie danych statystycznych z różnych lat pozwala stwierdzić, iż użytkownicy godoberyjskiego zostali najprawdopodobniej uznani za użytkowników innego języka kaukaskiego (andyjskiego bądź też awarskiego), o ile, statystyki zostały przekłamane. Możliwe jest bowiem, iż w ciągu ostatnich lat doszło do pełnej asymilacji Godoberów, jednak przeczy temu działalność pewnej grupy osób, otwarcie deklarujących własną odrębność językową i narodowościową od innych wspólnot etnicznych Dagestanu.
Język ten nie wykształcił piśmiennictwa. Jest używany wyłącznie w sytuacjach nieformalnych, w domu, wśród przyjaciół. W charakterze języka literackiego używany jest język awarski, jako największy język literacki Dagestanu. Języki awarski i rosyjski są wykorzystywane w edukacji oraz komunikacji ponadlokalnej.
W języku godoberyjskim występują zapożyczenia z języków awarskiego, tureckiego i arabskiego. W XX w. znalazł się pod silnym wpływem języka rosyjskiego, zapożyczając m.in. słownictwo techniczne.
Jest zdecydowanie zagrożony wymarciem, do czego przyczynia się niewielka liczebność społeczności, a  także dominacja awarskiego. Dodatkowo nie jest szeroko znany dzieciom.
Godoberyjski jest językiem ergatywnym. Posiada bardzo skomplikowaną deklinację (ze względu na znaczną liczbę przypadków) i względnie prostą koniugację.